# Amours (roman de Récondo)
Pour le roman de Paul Léautaud, voir Amours (roman).
Amours est un roman de Léonor de Récondo, paru le 8 janvier 2015 aux éditions Sabine Wespieser et ayant reçu le grand prix RTL-Lire et le prix des Libraires en 2015. 

## Distinctions
Le roman a reçu les prix suivants :
- le grand prix RTL-Lire 2015 ;
- le prix des Libraires 2015 ;
- le prix des Étudiants francophones 2016, dépendant du prix littéraire des Jeunes Européens.

## Éditions
- Éditions Sabine Wespieser, 2015,  (ISBN 978-2848051734).

Édition poche
- éditions Points, 2016  (ISBN 9782757855102)

Livre audio, lu par l'autrice
- éditions Sixtrid, 2016  (EAN 3358950002870) - 1 CD MP3 de 4h15